# Marc Cholodenko
Marc Cholodenko (* 11. Februar 1950 in Paris) ist ein französischer Dichter, Schriftsteller und Übersetzer.

## Leben und Werk
Thierry-Marc Cholodenko ist der Sohn eines 1917 nach Frankreich eingewanderten Ukrainers. Im Alter von 22 Jahren veröffentlichte er 1972 seinen ersten Gedichtband in der von Paul Otchakovsky-Laurens (1944–2018) betreuten Reihe „Textes“ im Verlag Flammarion. 1976 erhielt er für den Roman Les États du désert den Prix Médicis. 1980 erhielt er für den Roman Les Pleurs ou le Grand Œuvre d’Andréa Bajarsky den Prix Louis-Barthou der Académie française. Ab 1985 schrieb er für den 1983 von Otchakovsky-Laurens gegründeten Verlag P.O.L zahlreiche anspruchsvolle Texte, die (wenn überhaupt) nur einen kleinen Leserkreis suchen und die sich zunehmend der Experimentalliteratur (oder experimentellen Erzählkunst) annähern. Sein Buch Bingo (nach dem Lotteriespiel Bingo) von 2022 ist ein solcher Experimentaltext, der vornehmlich aus nummerierten Sätzen von schwer verstehbarer Länge und Komplikation besteht, die in ihrer Abfolge keinen Zusammenhang haben und vom Leser zuerst einmal den Nummern entsprechend zu ordnen wären. Um Cholodenko einzuordnen, wurden Arthur Rimbaud, Hölderlin oder Samuel Beckett genannt. Jemand bezeichnete ihn als den Malewitsch der Literatur.
Cholodenko übersetzte aus dem Englischen Edmund White und William Gaddis und schrieb Drehbücher für Filme von Philippe Garrel.
Christian Rosset (* 1955) widmete ihm die Radiosendung À la recherche de Marc Cholodenko (France Culture 15. Oktober 2015. 23 Uhr).

## Werke (Auswahl)

### Dichtung, soweit nicht bei P.O.L erschienen
- Parcs. Flammarion, 1972
- Le Prince. Flammarion, 1973
- Cent Chants à l’adresse de ses Frères. Flammarion, 1974
- Tombeau de Hölderlin. Hachette/P.O.L, 1979
- 2 Odes, Hachette/P.O.L. 1982
- La Tentation du trajet Rimbaud. Hachette/P.O.L, 1984
- M’éloignant M’en revenant. Sables, 1986

### Prosa, soweit nicht bei P.O.L erschienen
- Le Roi des Fées. Christian Bourgois, 1974 (erotischer Roman)
- Les Etats du Désert. Flammarion, 1976 (Prix Médicis)
- Les Pleurs. Hachette-P.O.L., 1980 (Prix Louis-Barthou der Académie française)
- Mordechai Schamz. Hachette-P.O.L., 1984
- Bela Jai. Salvy, 1989
- Métamorphoses. Julliard, 1991

### Werke, soweit bei P.O.L erschienen
- Histoire de Vivant Lanon (1985)
- La poésie la vie (1994) (Definition der Dichtung als Leben)
- Quasi una fantasia (1996)
- Quelques petits portraits de ce monde (1997)
- Un rêve ou un rêve (1999)
- Mon héros (2000)
- Imitation (2002)
- NYC (2004)
- Thierry (2006)
- Glossaire (2007)
- Taudis/Autels (2008)
- Filet (2009)
- Deux cents et quelques commencements (2011)
- Les Pleurs (2014)
- Puis gris que dilue du rose que brûle le bleu (2014)
- Il est mort ? (2016) (Rezension durch Christian Rosset, französisch)
- je te fais un dessin (2017)
- Sarabandes, passacailles, naïades en bikini (2019)
- Bingo (2022) (Rezension von Christian Rosset, französisch)